# Chavaughn Lewis
Chavaughn Lewis (Queens, 1º febbraio 1993) è un cestista statunitense.

## Palmarès

### Squadra
- Campionato estone: 2

Kalev/Cramo: 2018-2019, 2020-2021
- Coppa di Estonia: 1

Kalev/Cramo: 2020
- Lega Lettone-Estone: 1

Kalev/Cramo: 2020-2021
- Lega Balcanica: 1

Hapoel Galil Elyon: 2021-2022

### Individuale
- KML MVP finali: 1

Kalev/Cramo: 2020-2021